# Hästkällmyran
Hästkällmyran är en sankmark i skogen utanför Hosjö i Falu kommun. Till floran hör för våtmarkstypen typiska arter som tall, skvattram, hjortron och olika mossor och gräs.
Hästkällmyran är belägen cirka 3 km öster om Hosjös tätbebyggelse. Skogsområdet där har sedan flera decennier nyttjats för  skidspår och andra motionsleder. 2008 är det Korsnäs IF Skidklubbs femtonkilometersspår som passerar nära intill Hästkällmyran. För vandrare längs lederna Lostigen och Gringsbostigen har ett vattenhål vid myren skyltats som dricksvattenkälla.